# Mathias Clemens
Mathias Clemens (Redange, França, 8 d'agost de 1915 - Huncherange, 26 de novembre de 2001) va ser un ciclista luxemburguès que fou professional entre 1935 i 1948.
En el seu palmarès destaquen més de trenta victòries, entre les quals destaquen una victòria d'etapa al Tour de França de 1936, quatre edicions de la Volta a Luxemburg i dos Campionats nacionals en ruta.
El seu germà Pierre també fou ciclista professional.

## Palmarès
- 1935
  -  Campió de Luxemburg independent
  - 1r de la Volta a Luxemburg
- 1936
  - 1r de la Volta a Luxemburg i vencedor d'una etapa
  - 1r del Critèrium de Luxemburg
  - 1r a Grunewald
  - Vencedor d'una etapa del Tour de França
- 1937
  - 1r de la Volta a Luxemburg i vencedor d'una etapa
- 1938
  -  Campió de Luxemburg en ruta
  - 1r del Gran Premi de Luxemburg
  - 1r del Gran Premi de Hollerich
  - Vencedor d'una etapa de la Volta a Luxemburg
- 1939
  - 1r de la Volta a Luxemburg i vencedor de 2 etapes
- 1940
  - Campió de Luxemburg de ciclo-cross
  - Vencedor de 3 etapes a la Volta a Catalunya
- 1941
  - 1r del Critèrium de Luxemburg
  - 1r del Tour de Westmark i vencedor d'una etapa
  - 1r del Gran Premi de Schweinfurt
- 1942
  - 1r del Premi de Huncherange
  - 1r del Premi d'Esch-sur-Alzette
- 1943
  - 1r del Premi d'Esch-sur-Alzette
  - 1r del Premi de Wiltz
  - 1r del Premi de Pétange
  - Vencedor de 2 etapes a la Volta a Luxemburg
- 1944
  - 1r del Premi de Wiltz
  - 1r del Premi d'Esch-sur-Alzette
- 1945
  - 1r del Gran Premi de l'Alliberament
- 1947
  - 1r de la Volta a Luxemburg i vencedor d'una etapa
  - 1e del Premi d'Alger
- 1948
  -  Campió de Luxemburg en ruta

### Resultats al Tour de França
- 1936. 7è de la classificació general. Vencedor d'una etapa
- 1937. Abandona (2a etapa)
- 1938. 5è de la classificació general
- 1939. 4t de la classificació general